# Hamad Al-Bloushi
Hamad Al-Bloushi (Arabic:حمد البلوشي) (sinh ngày 15 tháng 7 năm 1995) là một cầu thủ bóng đá người Các Tiểu vương quốc Ả Rập Thống nhất. Hiện tại anh thi đấu cho Al-Wasl.